# Metalltrollslända
Metalltrollslända (Somatochlora metallica) är en art i insektsordningen trollsländor som tillhör familjen skimmertrollsländor. 

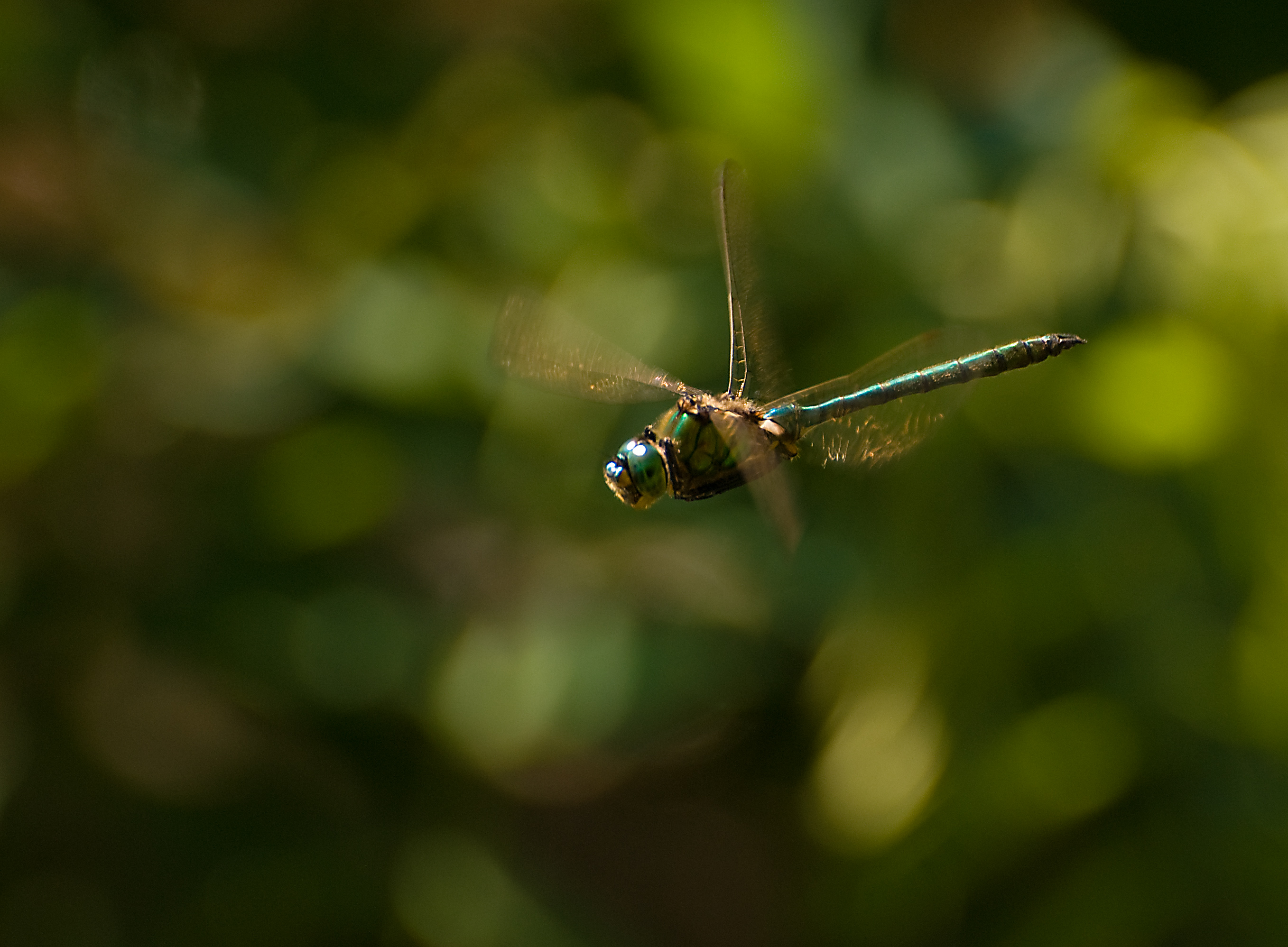

## Kännetecken
Metalltrollsländans hane har grönskimrande grundfärg på kroppen, medan honan oftast är något mer grönbrun, vissa exemplar kan även vara kopparfärgade. Vingarna är genomskinliga med brunaktigt vingmärke. Vingbredden är omkring 70 millimeter och bakkroppens längd är 34 till 44 millimeter.

## Utbredning
Metalltrollsländan finns över större delen av Europa, utom på Brittiska öarna där den endast förekommer i två mindre åtskilda området, ett i södra och ett i norra Storbritannien. Den finns också i västra Asien. I Sverige finns den över hela landet. Den är landskapstrollslända för Västerbotten.

## Levnadssätt
Metalltrollsländans habitat är både stillastående och rinnande vatten, gärna omgivna av skuggande träd eller skog. Det är vanligt att parningen sker i luften och efteråt lägger honan ensam äggen, i vattnet eller i bottenmaterialet i vegetationsrika områden nära strandkanten. Utvecklingstiden från ägg till imago är tre år och flygtiden juni till augusti, i de sydligare delarna av utbredningsområdet även in i september.